# 博羅維茨基站
博羅維茨基站（羅馬化：Borovitskaya）是莫斯科地鐵的一個車站，開通於1986年1月。博羅維茨基站位於莫斯科的市中心，是謝爾普霍夫－季米里亞澤夫線的車站，在該站可以換乘索科利尼基線和阿爾巴特－波克羅夫卡線。

## 外部連結
- Borovitskaya on metro.ru （页面存档备份，存于）